# Paketierter Elementarstrom
Ein paketierter Elementarstrom bzw. Packetized Elementary Stream (PES) ist ein
Datenstrom, welcher in der Spezifikation MPEG-2 Part 1 (Systems) (ISO/IEC 13818-1) und ITU-T H.222.0 beschrieben wird. Ein Audio- oder Video-Kodierer erzeugt einen paketierten Elementarstrom, indem er den erzeugten Datenstrom (Elementarstrom) in standardisierte Pakete mit jeweils einem PES-Paketkopf packt. So paketierte Audio- und Video-Elementarströme können in einem zweiten Schritt leicht zu Programm- oder Transportströmen für eine DVD bzw. DVB zusammengefasst werden.
Die Datenpakete solcher Ströme können von Paket zu Paket eine unterschiedliche Größe haben, für Video-Sequenzen ist dies zu erwarten. Für die Einbettung eines solchen Stroms in einen Transportstrom werden die Pakete nochmals unterteilt, da ein Transportstrom kleine Pakete mit nur 188 Bytes verwendet und der Datenanteil in diesen Paketen daher sehr gering ist.